# Tricholoma matsutake
El matsutake (松茸?  hongo pino) es el nombre común de Tricholoma matsutake, un hongo micorriza que crece en Asia, Europa y América del Norte. Es apreciado por los japoneses por su olor aromático a especias.

## Hábitat y distribución
Los matsutake crecen bajo los árboles y se alimentan de las hojas caídas y otros materiales ubicados en el suelo forestal. Con eso crea una relación simbiótica con las raíces de varias especies de árboles.
Estos hongos crecen comúnmente en China, Japón, Corea, Finlandia, Suecia, entre otros. En Japón crece comúnmente cerca de árboles de pino rojo japonés. Sin embargo, en el Pacífico Noroeste norteamericano se le encuentra en el bosque de coníferas sobre una o más de las siguientes especies de los géneros Abies (conocidos como abetos): Pseudotsuga menziesii (abeto de Douglas), Abies procera (abeto noble) y Picea abies (abeto rojo); y Pinus (conocidos como pinos); contorta (pino concorta), lambertiana (pino de azúcar) y ponderosa (pino ponderosa). En California se encuentra también en frondosas, incluyendo el Notholithocarpus densiflorus (Tanoak) y el Arbutus unedo (madroño).
En 1999, N. Bergius y E. Danell reportaron que el Tricholoma nauseosum sueco y el matsutake japonés son la misma especie. Con este descubrimiento aumentaron las importaciones del hongo desde Europa del Norte hacia Japón.

## Costo y disponibilidad
Los matsutake son difíciles de cosechar por lo que su costo es muy alto. La producción doméstica en Japón se ha reducido en los últimos cincuenta años por la presencia de un nemátodo de pino Bursaphelenchus xylophilus. La cosecha anual de matsutake en Japón es ahora menor a las mil toneladas y es reforzada con importaciones de Corea, China, el Pacífico Noroeste norteamericano (Norte de California, Oregón, Washington y Columbia Británica) y Europa del Norte (Finlandia y Suecia). El precio en el mercado japonés depende bastante de la calidad, de la disponibilidad y del origen. El matsutake japonés al comienzo de la temporada, que es el máximo, puede aumentar a 2000 $ el kilogramo. En contraste, el matsutake importado puede rondar en los 90 $ el kilogramo.